# Ilia Epsztejn

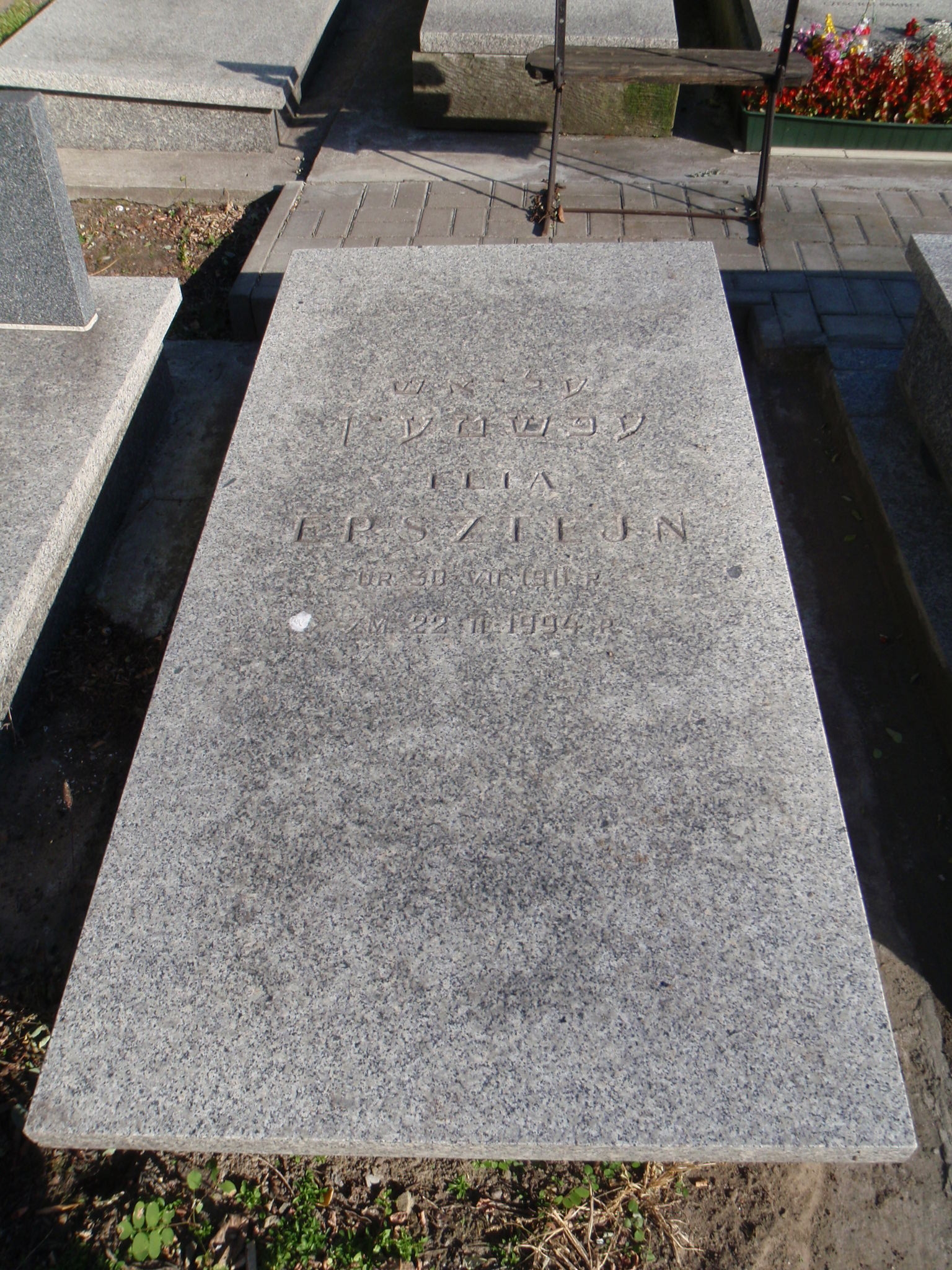
Grób Ilii Epsztejna na cmentarzu żydowskim w Warszawie

Ilia Epsztejn (ur. 30 lipca 1911, zm. 22 lutego 1994 w Warszawie) – polski ekonomista żydowskiego pochodzenia. W 1966 uzyskał tytuł profesora. Specjalizował się w ekonomice i organizacji przemysłu i przedsiębiorstw. Współpracował z Żydowskim Instytutem Historycznym.
Zmarł w Warszawie. Pochowany jest na cmentarzu żydowskim przy ulicy Okopowej.

## Publikacje
- 1975: Organizacja usług w wybranych krajach socjalistycznych i kapitalistycznych
- 1967: Tendencje rozwojowe metod zarządzania przedsiębiorstwami przemysłowymi w gospodarce planowej
- 1964: Instytut Ekonomiki i Organizacji Przemysłu
- 1950: Ekonomika i organizacja pracy
- 1949: Aktualne zagadnienia nauki organizacji pracy